# Nuchequula
Nuchequula là một chi cá trong họ Cá liệt bản địa của Ấn Độ Dương và Tây Thái Bình Dương.

## Các loài
Hiện hành các loài sau đây được ghi nhận là nằm trong chi này:
- Chi Nuchequula
  - Nuchequula blochii (Valenciennes, 1835).
  - Nuchequula flavaxilla Kimura, Kimura & Ikejima, 2008 Yellowspotted ponyfish
  - Nuchequula gerreoides (Bleeker, 1851) Decorated ponyfish
  - Nuchequula glenysae Kimura, Kimura & Ikejima, 2008
  - Nuchequula longicornis Kimura, Kimura & Ikejima, 2008
  - Nuchequula mannusella Chakrabarty & Sparks, 2007
  - Nuchequula nuchalis (Temminck & Schlegel, 1845).